# هيلينا والدمان
هيلينا والدمان (بالألمانية: Helena Waldmann)‏ (و. 1962  م) هي راقصة باليه، ومصممة رقص ألمانية، ولدت في بورغهاوزن.

## روابط خارجية
- هيلينا والدمان على موقع مونزينجر (الألمانية)